# Sofosbuvir/velpatasvir
Sofosbuvir/velpatasvir, vendido sob o nome Epclusa, entre outros, é uma combinação de dose fixa de medicação para o tratamento da hepatite C. Ele combina sofosbuvir e velpatasvir. É mais do que 90% eficaz para geótipos de um a seis da hepatite C. Ele também funciona para hepatite C em quem também tiver cirrose ou HIV/AIDS. Ele é tomado por via oral.
A combinação é geralmente bem tolerada. Efeitos secundários comuns incluem dores de cabeça, sensação de cansaço, problemas de sono e enjoo. Não foi estudado em mulheres grávidas ou durante a amamentação. Maior cuidado é necessário para aqueles que também estão infectados com hepatite B. Sofosbuvir age bloqueando a proteína NS5B e velpatasvir trabalha bloqueando a proteína NS5A.
Sofosbuvir/velpatavir foi aprovado para uso médico nos Estados Unidos em 2016. Faz parte da Lista de Medicamentos Essenciais da Organização Mundial da Saúde, uma lista dos mais eficazes e seguros medicamentos que são necessários em um sistema de saúde. Em 2017, nos Estados Unidos, um tratamento custa cerca de 74,800 USD, enquanto no mundo em desenvolvimento custa cerca de USD 900.